# کوملوزن
کوملوزن (به آلمانی: Cumlosen) یک شهر در آلمان است که در پریگنیتس واقع شده‌است. کوملوزن ۸۸۶ نفر جمعیت دارد.